# 西上野侵攻
西上野侵攻（にしこうずけしんこう）は、弘治3年（1557年）より武田信玄が川中島の戦いと並行して行った、上杉氏の勢力圏である上野国に対する侵攻戦。この戦いで武田軍は箕輪城を攻略し、上野国西部を領国化した。箕輪城は対後北条氏の最前線となった。

## 概要
弘治3年（1557年）より川中島の戦いと並行して信玄は西上野侵攻を開始したものの、元山内上杉家家臣である長野業正が善戦した為、当初は捗々しい結果は得られなかった。しかし、業正が永禄4年（1561年）に死去すると、武田軍は跡を継いだ長野業盛を激しく攻め、永禄9年（1566年）9月には箕輪城を落とし、上野西部を領国化した。これにより箕輪城は対後北条氏の最前線となる。
元亀2年（1571年）12月甲相同盟が回復すると後北条氏との争いが止まった。甲相同盟は天正7年（1579年）3月まで続いた。

### 小田井原の戦い
天文16年（1547年）、武田信玄は志賀城（長野県佐久市）を攻め落とした。結果、甘楽郡の上野市河氏や国峯小幡氏が武田氏に帰属した。この戦いの結果、武田氏が西上野に侵攻できるようになった。

### 瓶尻（みかじり）の戦い
弘治3年（1557年）年4月、甲相駿三国同盟を結んだ武田信玄軍は、後北条氏側の要請により西上野へ侵攻した。長野業正軍は瓶尻（群馬県安中市磯部）にて迎え撃つが、敗れて殿軍を勤めた長野業正軍は箕輪城に退いた。武田信玄軍は箕輪城を攻めたが損害が大きく、長尾景虎が川中島に出陣（第三次川中島の戦い）したとの報を受けて武田信玄軍は兵を退いた。

### 若田原の戦い
1559年（永禄2年）、武田信玄軍は、周辺諸氏を懐柔し片岡丘陵の北の端の鼻高砦（群馬県高崎市）へ陣取った。対する長野業正軍は若田原へ陣取り、奇襲をもって武田信玄軍を翻弄した。攻めあぐねて武田軍は陣払いをした。

### 桧平の合戦
永禄3年（1560年）、上杉謙信が関東に攻め込む（小田原城の戦い）。
永禄3年（1560年）、国峯城が小幡憲重・小幡信実父子不在時に長野業政方の小幡景定により乗っ取られる。
永禄3年（1560年）、上杉謙信の関東侵攻に乗じて、長野業政方の小幡景定(図書介)は砥沢城（群馬県南牧村）を攻略すべく出兵。砥沢城の小幡信実（小幡憲重の子）が武田信玄に救援要請。それを受けて武田信玄は信州より飯富虎昌、小山田信義を救援に向かわせた。常住寺（群馬県甘楽郡下仁田町）付近で戦闘があり、その後武田氏方は糧道を絶たれ撤兵する。

### 西上野への本格進出
永禄4年（1561年）9月に第四次川中島の戦いにて長尾景虎と対陣した後、信玄は本格的に西上州への侵攻を企図する。
11月2日に信濃佐久郡の松原神社にて必勝祈願を行うと、武田氏の軍勢は余地峠（一説には内山峠）を越え、18日には高田城（富岡市）、20日には国峯城（甘楽町）を攻略した。このとき信玄に庇護されていた小幡憲重・信実父子が国峰城に復帰している。年内には北条氏康と合流し、倉賀野城（高崎市）を攻撃したが、橋爪若狭守が若輩の城主倉賀野直行を盛り立てて奮戦し、強固に城を守り通した。この侵攻によって甘楽郡は信玄の勢力下に入った。
こうした信玄の侵攻に対し、西上州の国衆たちは生き残りを模索してそれぞれの道を選択した。和田（高崎）城主和田業繁は他に先立ち、永禄5年（1561年）7月までに信玄に通じた。一方、長野氏・安中氏・倉賀野氏などは抵抗を続けた。
永禄6年（1563年）、信玄は安中氏を攻めた。安中城を守る安中景繁はすぐに降伏・開城したが、その父安中重繁は諏訪城（安中市松井田町）に籠り落城寸前まで激しく抵抗した。さらに、翌永禄7年（1564年）6月に倉賀野城を攻め、倉賀野直行は抵抗の末に開城し、城を出た。

### 吾妻郡域の戦い
武田氏は西上州と同時に吾妻郡域にも進出した。この頃、吾妻郡内には鎌原氏、羽尾氏、大戸浦野氏、斎藤氏などの国衆が蟠踞し、武田方となった鎌原氏と上杉方についた斎藤氏の対立が鮮明になっていた。
永禄6年（1563年）9月、斎藤憲広は白井長尾氏らの援軍を得て武田方の長野原城を攻め取った。これに対し、信玄は真田幸隆を送って反撃に出て、斉藤氏の居城岩下城を攻めさせた。幸隆が斎藤一族を懐柔したことが功を奏し、10月13日に同城は落城した。

### 西上野の征服
永禄8年（1565年）2月、信玄はこれから攻略すべき城として、箕輪・嶽山・尻高・白井・惣社城を挙げている（山宮文書・守矢文書）。
嶽山城（中之条町）では斎藤一族が立てこもり最後の抵抗を試みていたが、真田幸隆が調略を行い、守りが手薄になったところを永禄8年（1565年）10月に攻め落とした。さらに幸隆は白井長尾氏の居城白井城（渋川市）に向かい、永禄10年（1567年）3月にこれを落としている。
西毛最大の領主であった長野業正は永禄4年（1561年）6月に没し、その子長野業盛（氏業）が跡を継いだが、箕輪衆にとって大きな求心力を失う事となる。箕輪衆からは高田氏・和田氏・倉賀野氏などが脱落したが、業盛は一族・被官を率いて父の遺言を守り頑強に抵抗する。永禄6年（1563年）12月の箕輪城攻めでは武田軍によって箕輪城下や長純寺まで焼かれるが、業盛は籠城して持ちこたえた。この時、室田の鷹留城が落ち、城主長野業通が討ち取られた。永禄9年（1566年）にはついに武田方の総攻撃が行われた。これによって箕輪城は落城し、業盛は近臣とともに自刃し果てた。
こうして武田氏は永禄10年（1567年）までに利根川以西の西上野の征服に成功した。ただし、後北条氏との協定によって多胡・緑埜二郡は後北条氏の支配下にあった。この年両家は手切れとなり、信玄はこれら二郡も接収して西上野を完全に武田分国とした。
同年8月7・8日、武田家に従う信濃・上野の武将たちは信玄に対し忠節を誓う起請文を認め、信州上田の生島足島神社に奉納している。